# УІАФА
Міжнародна футбольна асоціація аматорів (фр. Union Internationale Amateur de Football Association (UIAFA)) - це асоціація національних організацій, заснована у 1909 році з метою управління і розвитку футболу в світі.
Спочатку включала в себе французьку і богемську (чеську) асоціації, а також Англійську аматорську футбольну асоціацію, що в 1907 році відділилась від ФА і включала в себе орієнтовно десяту частину любительських клубів Англії. УІАФА була організатором першого Чемпіонату Європи серед аматорів 1911 року. Турнір пройшов під час Міжнародної виставки у місті Рубе і завершився перемогою збірної Богемії.
Згодом до УІАФА увійшли також асоціації Бельгії і Швейцарії, але вплив організації швидко падав. Клуби, що належали до новоствореної організації, були бойкотовані ФІФА, тобто кожен клуб, що належить ФІФА, мав заборону на матчі з клубами УАІФА. В 1912 році асоціація фактично припинила діяльність.